# Norteña
Música Norteña oder Norteño ist ein Oberbegriff für verschiedene Genres mexikanischer Populärmusik, wie sie vor allem im Norden Mexikos oder in den Landesteilen oder Großstädten der USA mit hoher Zahl an mexikanischstämmigen Zuwanderern verbreitet sind. 
Die traditionellen Instrumente sind Kontrabass, Akkordeon, Bajo Sexto (eine zwölfsaitige Bassgitarre) und Trommel. Hierin zeigen sich die musikalischen Einflüsse der europäischen Einwanderer auf diese Musikrichtung, ebenso wie in den häufig verwendeten Grundrhythmen 2/4 (Polka) und 3/4 (Walzer).

## Charakteristik
Der Norteño weist teilweise regional bestimmte Unterschiede auf: Tejano (Texas) ist von US-amerikanischer Musik beeinflusst (insbes. Rock und Folk), während Norteño aus Tamaulipas oft karibische Elemente aufweist. In der Banda ersetzt eine Blaskapelle das traditionelle Instrumentarium, Duranguense (auch: Pasito Duranguense) betont hingegen das Schlagzeug. Narcocorridos verarbeiten bestimmte Themen im Liedtext.
Insbesondere durch die Einarbeitung von Cumbiarhythmen und eine Hinwendung zum Pop (Selena) wurde der Norteño auch tanzbar und setzte im letzten Jahrzehnt zu einem Siegeszug durch ganz Mexiko an.

### Soundbeispiele
Moderner norteño:
- El Disgusto von Dinastia Norteña
- Boquita Colorada von Oro Norteño
- En Las Cantinas von El Chapo de Sinaloa
- Las Tres Ramitas von Los Dinamicos Del Norte
- Te Quiero Mucho von Los Rieleros del Norte
- Paloma Errante von Los Rieleros del Norte
- Reina del Sur von Los Tigres del Norte
- Causame La Muerte von Los Tigres del Norte

Traditioneller norteño:
- Por Una Mujer Casada von Los Tremendos Gavilanes
- Busca Otro Amor von Las Jilguerillas
- El Chubasco von Carlos y José
- Ojitos Negros von Cornelio Reyna